# THE EMPTY STAGE
エンプティ・ステージ（THE EMPTY STAGE）は、東京を拠点に活動する、吉本興業の芸人や俳優による即興コメディショー。
2014年6月16日にThe Second City Japanとして、アメリカのシカゴとカナダのトロントのThe Second Cityから講師を招いて、即興コメディショー「The Second City Japan」として活動を始めた。

## 公演歴

### The Second City Japan　Demonstration Live
日時：6月16日、18日、23日、30日
会場：東京・CROCODILE

#### IMPROV SHOW featuring The Second City ショート即興ショー
水玉れっぷう隊、犬の心、スパイク、かりすま～ず、2丁拳銃、インポッシブル、かたつむり、横澤夏子、山田あさこ、デッカチャン、マンボウやしろ、チャド・マレーン・チャド、伊藤修子、てつみち、御茶ノ水男子・佐藤、

#### IMPROV SHOW featuring The Second City ロング即興ショー
大坪貴史、重山邦輝、枝村明子、伊藤真奈美、児玉絹世、鈴木那奈、松田百香
Music Director：鎌田雅人

### The Second City JapanJapan EXPERIMENT LIVE～Road To THE EMPTY STAGE～
日時：2015年3月4日
会場：代官山晴れたら空に豆まいて
日時：2015年3月5日
会場：六本木Bee Hive
日時：2015年3月10日
会場：六本木Club Edge
日時：2015年3月11日
会場：六本木Bee Hive
Music Director：鎌田雅人

### THE EMPTY STAGE 2016 in Ginza
日時：2016年2月7日〜2月20日
会場：BENOA銀座
Music Director：鎌田雅人、葛岡みち

### THE EMPTY STAGE 7 Colors
日時：2016年5月4日〜5月5日
会場：BENOA銀座
出演：竹若(バッファロー吾郎)、修士(2丁拳銃)、ケン(水玉れっぷう隊)、梶原(キングコング)、押見(犬の心)、デッカチャン、しずちゃん(南海キャンディーズ)、永田彬(RUN&GUN)、森公平、三秋里歩、松村(テゴネハンバーグ)、弓場(テゴネハンバーグ)、辻井(アイロンヘッド)、毛利(アイロンヘッド)、中澤(かたつむり)、林(かたつむり)、井元(インポッシブル)、蛭川(インポッシブル)、小川(スパイク)、松浦(スパイク)、玉城(セブンbyセブン)、宮平(セブンｂｙセブン)、信清(サンシャイン)、坂田(サンシャイン)、黒沼(ボーイフレンド)、宮川(ボーイフレンド)、宮地(ニブンノゴ!)、金成(ギンナナ)、菊池(ギンナナ)、伊藤修子、藤本(TEAM BANANA)、山田(TEAM BANANA)、西村(ラフレクラン)、きょん(ラフレクラン)、青山(ネルソンズ)、岸(ネルソンズ)、イチキップリン、ハザマ(イシバシハザマ)、熊谷(ガリットチュウ)、佐々木エマ、佐々木ジェラートン、和田まんじゅう(ネルソンズ)
Music Director：鎌田雅人、葛岡みち、本多ゆき恵

### THE EMPTY STAGE 2016 summer
日時：2016年8月1日〜8月14日
会場：BENOA銀座

#### ワンマントークショー
千原ジュニア(千原兄弟)、千原せいじ(千原兄弟)、兵動大樹(矢野・兵動)、田中直樹(ココリコ)、ケンドーコバヤシ、陣内智則、小籔千豊、高橋茂雄(サバンナ)、河本準一(次長課長)、大村朋宏(トータルテンボス)、川島明(麒麟)、佐久間一行、秋山竜次(ロバート)、大悟(千鳥)、綾部祐二(ピース)、石田明(NON STYLE)、村本大輔(ウーマンラッシュアワー)、渡辺直美、村上ショージ、

#### IMPROV SHOW featuring The Second City ロング即興ショー
Team A：竹若(バッファロー吾郎)、玉城(セブンbyセブン)、宮平(セブンbyセブン)、信清(サンシャイン)、坂田(サンシャイン)、ゆりやんレトリィバァ
Team B：ケン(水玉れっぷう隊)、金成(ギンナナ)、中澤(かたつむり)、林(かたつむり)、黒沼(ボーイフレンド)、宮川(ボーイフレンド)
Team C：修士(2丁拳銃)、森本(ニブンノゴ!)、梶原(キングコング)、シューレスジョー、井元(インポッシブル)、蛭川(インポッシブル)
Team D：菊池(ギンナナ)、デッカチャン、いけや(犬の心)、押見(犬の心)、西村(ラフレクラン)、きょん(ラフレクラン)

#### IMPROV SHOW featuring The Second City ショート即興ショー
Team E：宮地(ニブンノゴ!)、大川(ニブンノゴ!)、イチキップリン、小川(スパイク)、松浦(スパイク)、三秋里歩
Team F：熊谷(ガリットチュウ)、しずちゃん(南海キャンディーズ)、石橋(イシバシハザマ)、ハザマ(イシバシハザマ)、嶋佐(ニューヨーク)、屋敷(ニューヨーク)
Team G：岩橋(プラス・マイナス)、兼光(プラス・マイナス)、八十島(2700)、ツネ(2700)、青山(ネルソンズ)、岸(ネルソンズ)、和田まんじゅう(ネルソンズ)
Team H：辻井(アイロンヘッド)、毛利(アイロンヘッド)、松村(テゴネハンバーグ)、弓場(テゴネハンバーグ)、山﨑(相席スタート)、山添(相席スタート)、森公平
Team I：赤羽(サルゴリラ)、児玉(サルゴリラ)、坂本(GAG少年楽団)、福井(GAG少年楽団)、宮戸(GAG少年楽団)、和田まんじゅう(ネルソンズ)、高野祐衣
Music Director：鎌田雅人、葛岡みち、本多ゆき恵

### THE EMPTY STAGE 2017 summer
日時：2017年8月14日〜8月27日
会場：BENOA銀座

#### ワンマントークショー
千原ジュニア(千原兄弟)、千原せいじ(千原兄弟)、田中直樹(ココリコ)、ケンドーコバヤシ、陣内智則、小籔千豊、高橋茂雄(サバンナ)、河本準一(次長課長)、川島明(麒麟)、佐久間一行、哲夫（笑い飯）、ノブ(千鳥)、大悟(千鳥)、石田明(NON STYLE)、橋本直(銀シャリ)、水田信二(和牛)、山内健司(かまいたち)、村本大輔(ウーマンラッシュアワー)

#### IMPROV SHOW featuring The Second City ロング即興ショー
Team A：竹若(バッファロー吾郎)、金成(ギンナナ)、黒沼(ボーイフレンド)、宮川(ボーイフレンド)、西村(ラフレクラン)、きょん(ラフレクラン)
Team B：ケン(水玉れっぷう隊)、修士(2丁拳銃)、梶原(キングコング)、井元(インポッシブル)、小川(スパイク)、松浦(スパイク)
Team C：森本(ニブンノゴ!)、大川(ニブンノゴ!)、押見(犬の心)、蛭川(インポッシブル)、信清(サンシャイン)、坂田(サンシャイン)
Team D：菊池(ギンナナ)、ピクニック、林(かたつむり)、辻井(アイロンヘッド)、毛利(アイロンヘッド)、ゆりやんレトリィバァ

#### IMPROV SHOW featuring The Second City ショート即興ショー
Team E：野沢直子、宮地(ニブンノゴ!)、岩橋(プラス・マイナス)、兼光(プラス・マイナス)、イチキップリン、三秋里歩
Team F：なだぎ武、しずちゃん(南海キャンディーズ)、石橋(イシバシハザマ)、ハザマ(イシバシハザマ)、中澤(かたつむり)、おばたのお兄さん
Team G：八木真澄(サバンナ)、八十島(2700)、熊谷(ガリットチュウ)、青山(ネルソンズ)、岸(ネルソンズ)、和田まんじゅう(ネルソンズ)
Team H：シューレスジョー、玉城(セブンbyセブン)、宮平(セブンbyセブン)、山﨑(相席スタート)、山添(相席スタート)、高野祐衣
Team I：デッカチャン、安達(カナリア)、初瀬(ななまがり)、森下(ななまがり)、まひる(ガンバレルーヤ)、よしこ(ガンバレルーヤ)、ロバータ
Music Director：鎌田雅人、葛岡みち、本多ゆき恵